# Camila Navarrete
Camila Navarrete Silva es una astrónoma chilena, investigadora en el Observatorio Europeo Austral ESO. Su trabajo de investigación se centra en la arqueología galáctica o astronómica, la reconstrucción de la historia de formación de la Vía Láctea.

## Biografía
Camila Navarrete estudió en el Liceo n.º 1 Javiera Carrera de Santiago. Su interés por la astronomía se consolidó cuando participó de un curso sobre esta disciplina en la Escuela de Verano de la Facultad de Ciencias Físicas y Matemáticas de la Universidad de Chile para estudiantes secundarios.
Es astrónoma de la Pontificia Universidad Católica de Chile, magíster y doctora en astrofísica por la misma casa de estudios
Posteriormente se especializó en la Universidad de Cambridge y en el Centro de Astrofísica Computacional del Instituto Flatiron en Nueva York.
En ESO, trabaja en el observatorio Paranal donde se encuentra el Very Large Telescope.
En sus propias palabras, el descubrimiento más relevante que ha realizado hasta el momento ha sido la "confirmación de varias corrientes estelares asociadas a la Nube Grande de Magallanes, que indican que esta galaxia se formó de la misma manera que la Vía Láctea: asimilando galaxias más pequeñas".
Desde 2021, la astrónoma participa de la red de mentoras Provoca, organización que se encarga de incentivar el desarrollo de carreras profesionales de niñas y jóvenes en el ámbito de las ciencias.

## Premios y distinciones
- 2017: Premio L'Oréal-UNESCO For Women in Science Chile, categoría doctorado.[9][10]
- 2018: Reconocimiento en la lista de 100 líderes jóvenes de El Mercurio.[6][11]
- 2018: Reconocimiento en la lista de jóvenes líderes UC.[12]
- 2019: Premio a la Excelencia en Tesis Doctoral.[13]